# Кизилжар (Індерський район)
Кизилжа́р (каз. Қызылжар) — село у складі Індерського району Атирауської області Казахстану. Входить до складу Жарсуатського сільського округу.
Населення — 70 осіб (2021; 108 у 2009, 95 у 1999, 159 у 1989).